# قائمة الأسياد الكبار لفرسان الهيكل

شعار النبالة للسيد الكبير.

يُعتبر السيد الأكبر لفرسان الهيكل هو القائد الأعلى للتنظيم المسيحي المُقدس، بدءًا من المؤسس هيوجز دي بانز، شغل البعض المنصب مدى الحياة بينما استقال آخرون من الحياة في سبيل الرهبنة نحو الأديرة أو الدبلوماسية. غالبًا ما كان السادة الكبار يقودون فرسانهم إلى المعركة على خط المواجهة، كما أن المخاطر المهنية العديدة للمعركة جعلت بعض الفترات قصيرة جدًا.
كان لكل دولة سيدها الخاص، وكان السادة يقدمون تقاريرهم إلى السيد الأكبر، والذي يشرف على جميع عمليات فرسان الهيكل، بما في ذلك عمليات الاحتلال العسكري في الأراضي المقدسة وأوروبا الشرقية، والمعاملات المالية والتجارية في البنية التحتية للنظام في أوروبا الغربية، كان السيد الأكبر يتحكم في تصرفات التنظيم ولكن كان من المتوقع أن يتصرف بنفس الطريقة التي يتصرف بها بقية الفرسان، بعد أن أصدر البابا إنوسنت الثاني المرسوم الباباوي أومني داتوم أوبتيموم نيابةً عن فرسان الهيكل في عام 1139، كان السيد الأكبر ملزمًا بالرد عليه فقط.

## قائمة السادة الكبار
| التسلسل | الأسلحة | اسم                        | فترة الحكم     | المقعد                        |
| ------- | ------- | -------------------------- | -------------- | ----------------------------- |
| 1       |         | هيوغ دي باينز              | ق. 1119 – 1136 | بيت المقدس (مملكة بيت المقدس) |
| 2       |         | روبرت دي كرون              | 1136-1147      | بيت المقدس (مملكة بيت المقدس) |
| 3       |         | إيفرارد دي باريه           | 1147-1151      | بيت المقدس (مملكة بيت المقدس) |
| 4       |         | برنارد دي تريميلاي ⚔       | 1151-1153      | بيت المقدس (مملكة بيت المقدس) |
| 5       |         | أندريه دي مونتبارد         | 1153-1156      | بيت المقدس (مملكة بيت المقدس) |
| 6       |         | برتراند دي بلانشفورت       | 1156-1169      | بيت المقدس (مملكة بيت المقدس) |
| 7       |         | فيليب ميلي                 | 1169-1171      | بيت المقدس (مملكة بيت المقدس) |
| 8       |         | أودو سانت أماند (أ.ح)      | 1171-1179      | بيت المقدس (مملكة بيت المقدس) |
| 9       |         | أرنولد توروجا              | 1181-1184      |                               |
| 10      |         | جيرارد ريدفورت ⚔           | 1185-1189      | عكا                           |
| 11      |         | روبرت من سابل              | 1191-1193      | عكا                           |
| 12      |         | جيلبرت هورال               | 1193-1200      | عكا                           |
| 13      |         | فيليب دي بليسيس            | 1201-1208      | عكا                           |
| 14      |         | وليام شارتر                | 1209-1219      | عكا                           |
| 15      |         | بيير دي مونتاجوت           | 1218-1232      | عكا                           |
| 16      |         | أرماند دي بيريجورد (أ.ح) ⚔ | 1232-1244      | عكا                           |
| 17      |         | ريتشارد دي بوريس           | 1245-1247      | عكا                           |
| 18      |         | غيوم دي سوناك ⚔            | 1247-1250      | عكا                           |
| 19      |         | رينو دي فيشييه             | 1250-1256      | عكا                           |
| 20      |         | توماس بيرارد               | 1256-1273      | عكا                           |
| 21      |         | غيوم دي بوجو ⚔             | 1273-1291      | عكا                           |
| 22      |         | تيبو جودين                 | 1291-1292      | قبرص                          |
| 23      |         | جاك دي مولاي               | 1292-1312      | قبرص                          |

## أنظر أيضا
- السيد الأكبر (رتبة)

## ملحوظات

### الحواشي
1. ↑  According to the Beyeren Armorial.[1]
2. ↑  تم أسره في معركة مرج عيون.
3. ↑  قُتل جيرارد ريدفورت في حصار عكا (1189–91).
4. ↑  قُتل أرماند دي بيريجورد أو أُسر في معركة لا فوربي؛ تختلف التقديرات فيها، وقد تولى ريتشارد دي بوريس قيادة فرسان الهيكل حتى انتخاب غيلام دي سوناك، ولا يُعرف ما إذا كان هو السيد الأكبر أم لا.[3]
5. ↑  قُتل غيوم دي سوناك في معركة فارسكور.
6. ↑  قُتل غيوم دي بوجو في حصار عكا (1291).